# Konrad Witz

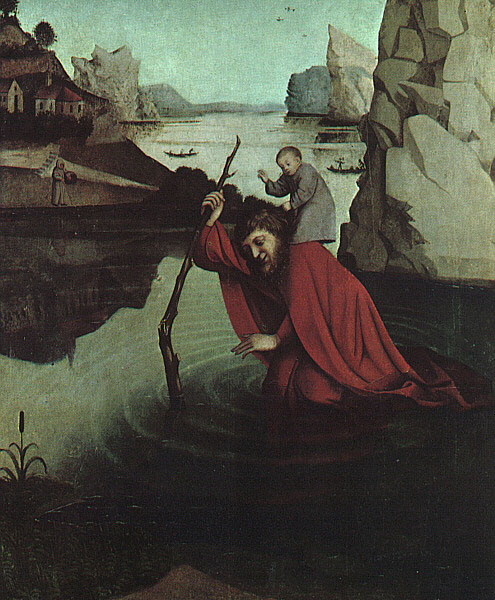
Sint Christoffel, ca. 1435, Kunstmuseum Basel

Konrad Witz (vermoedelijk Rottweil (Duitsland), ± 1400-1410 - Bazel (Zwitserland), ca. winter 1445/voorjaar 1446) was een Duits/Zwitserse schilder. 
Hij maakte onder meer het paneel De Wonderbaarlijke Visvangst (ca. 1444), thans in het Musée d'Art et d'Histoire in Genève, een marine waarop hij de Bijbelse gebeurtenis verplaatste naar het natuurgetrouw weergegeven Meer van Genève en het omringende landschap.
- Bibsys: 1468312525139
- Bibliothèque nationale de France: cb16662793h (data)
- Gemeinsame Normdatei: 118769677
- Historisch woordenboek van Zwitserland: 018305
- International Standard Name Identifier: 0000 0000 8029 3560
- Library of Congress Control Number: n88065773
- Nationale Bibliotheek van Letland: 000288981
- Nationale Bibliotheek van Tsjechië: osd2010555642
- Nationale bibliotheek van Australië: 35343989
- Nationale Bibliotheek van Israël: 987007277527805171
- Nederlandse Thesaurus van Auteursnamen: 071488332
- RKD-Nederlands Instituut voor Kunstgeschiedenis: 85244
- SIKART: 4024238
- Système universitaire de documentation: 101870388
- Museum of New Zealand Te Papa Tongarewa: 58318
- Trove: 919087
- Union List of Artist Names: 500024010
- Virtual International Authority File: 95829321
- WorldCat: E39PBJfgYhCJ4F9D68Qbx9TJXd